# Lugasson
Lugasson település Franciaországban, Gironde megyében. Lakosainak száma 319 fő (2022. január 1.). Lugasson Jugazan, Bellefond, Blasimon, Cessac, Courpiac és Frontenac községekkel határos.

## Népesség
A település népességének változása:
| Lakosok száma | 306  | 282  | 255  | 290  | 286  | 292  | 295  | 304  | 308  | 319  |
|               | 1968 | 1982 | 1990 | 2006 | 2013 | 2015 | 2017 | 2019 | 2020 | 2022 |